# Monts Sandia
Les monts Sandia (en anglais : Sandia Mountains) sont un massif montagneux du Nouveau-Mexique, près d'Albuquerque.
Leur point culminant, Sandia Crest, s'élève à 3 255 mètres d'altitude.

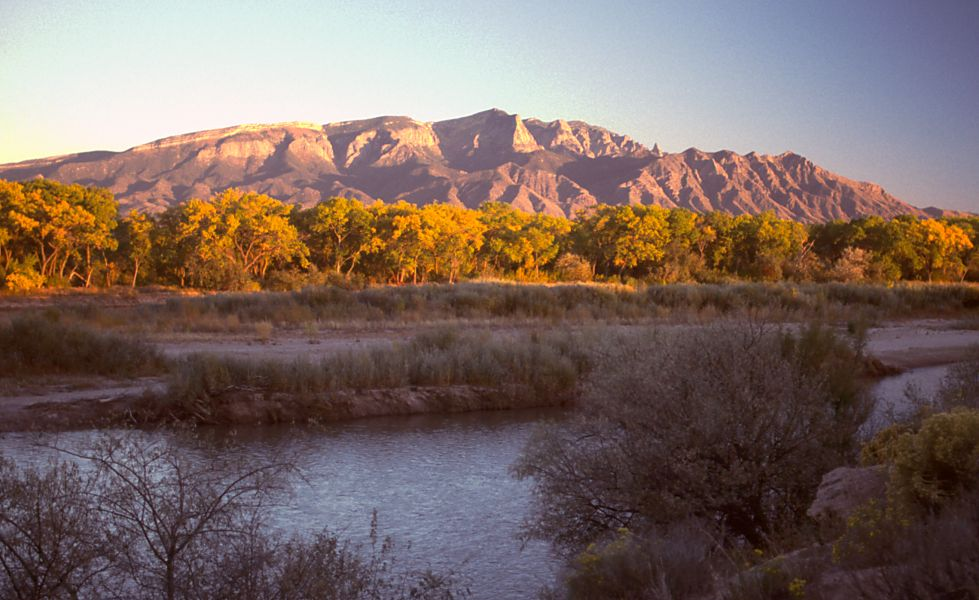
Vue des monts Sandia depuis le nord-ouest.